# Pointe de Boveire
Die Pointe de Boveire ist ein 3212 m ü. M. hoher Berg in den Walliser Alpen in der Schweiz.

## Geografie
Die Pointe de Boveire befindet sich in der nordwestlichen Bergkette des Grand-Combin-Massivs zwischen dem Val d’Entremont und dem Val de Bagnes. Der Berg liegt in der Mitte zwischen dem Petit Combin (3668 m ü. M.) und dem Mont Rogneux, der mit der Höhe von 3086 m ü. M. als nördlichster Dreitausender der Grand-Combin-Gruppe die Bergreihe gegen Norden abschliesst. Bis im späten 20. Jahrhundert war die Ostflanke der Pointe de Boveire von Gletscherflächen bedeckt; nach dem Abschmelzen des Eises bildeten sich in mehreren Senken am Berghang und in Moränenmulden neue Bergseen. Das Gebiet östlich der Pointe de Boveire wird vom Bach Dyure de Sery entwässert, der bei einer Wasserfassung im Gebiet Sery zum Teil durch einen Stollen in den Stausee von Mauvoisin abgeleitet wird. An den Hängen des Areals Creux de Boveire westlich des Berges entspringt der steil abfliessende Wildbach Torrent de Palasui, der oberhalb von Liddes, fast 2000 Meter tiefer als der Berggipfel, in die Dranse d’Entremont mündet. 
Südöstlich der Pointe de Boveire führt ein Pass über den Gebirgszug, der heute Col de Lâne heisst, aber auf älteren Landeskarten Col de l’Ane bezeichnet wird. Der Fussweg über diesen Sattel im Berggrat verbindet die Cabane Brunet und die Alp Sery oberhalb von Lourtier in der Gemeinde Val de Bagnes mit Liddes im Val d’Entremont. Die Trekking-Routen des mehrtägigen Tour des Combins und auch der Tour du Grand-St-Bernard führen durch das Boveire-Gebiet. Der Sattel unter dem Nordgrat der Pointe de Boveire heisst Oujets de Bagnes und ist als Ziel von Skitouren bekannt.
Am Südwesthang unter der Pointe de Boveire liegt in steilem Gelände die Alp Boveire am Oberlauf des Torrent d’Allèves. Dieser Wildbach ist ein anderer Zufluss der Dranse d’Entremont und entspringt beim Gletscher Glacier de Boveire, dessen Firngebiet am Grat des Berges Combin de Boveire (3662 m ü. M.) ansetzt. Die Landschaftsnamen sind von der Bezeichnung der Alpweide abgeleitet: das alte frankoprovenzalische Wort Boveire bedeutet auf Deutsch (unter anderem) «Kuhweide» und stammt von lat. bovem mit dem Suffix -ariu ab.

## Botanik
Für das Forschungsprogramm der Global Observation Research Initiative in Alpine Environments wurde die Gipfelpartie der Pointe de Boveire als eine von vier Stellen der Studienregion W-Alps / Alps of Valais-Entremont (Europa, Switzerland) ausgewählt. Der Berg liegt in der Höhenstufe nival und wird so wie auch die nahe gelegene Pointe du Parc (2988 m ü. M.) in der subnivalen Zone und zwei andere, tiefer gelegene Biotope von Botanikern des Jardin botanique alpin Flore-Alpe in Champex-Lac und von der Universität Lausanne regelmässig untersucht, um die Auswirkungen der globalen Erwärmung auf die Alpenpflanzen zu beobachten.

## Archäologie
Auf dem hoch gelegenen Geländesattel zwischen dem Westhang der Pointe de Boveire und der vorgelagerten Pointe de Toules liegt die archäologische Fundstätte Mur d’Hannibal auf 2643 m ü. M. Die Anlage aus Trockenmauerwerk stammt aus dem 1. Jahrhundert vor Christus.

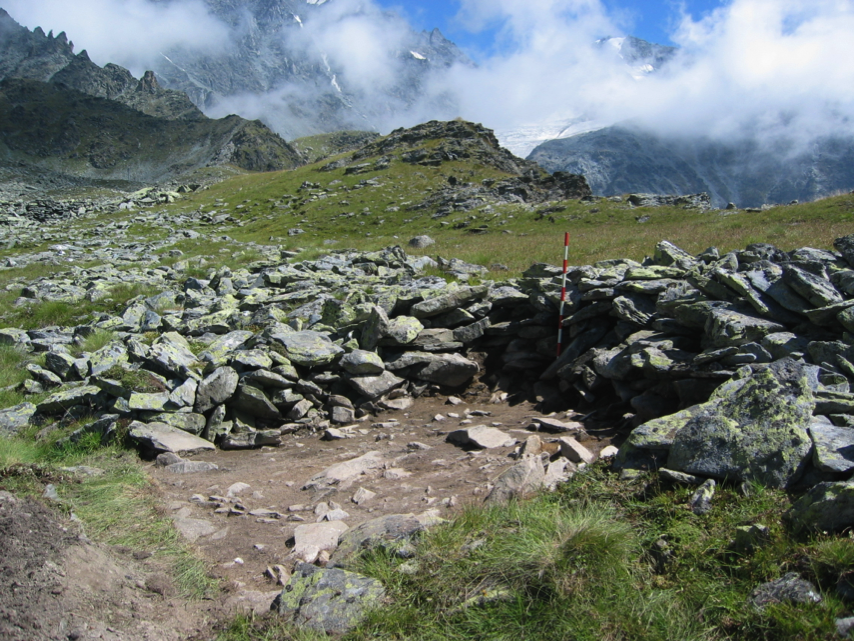
Mur d’Hannibal 2009: Sondierung zum Abschnitt M16, Blick nach Südosten.
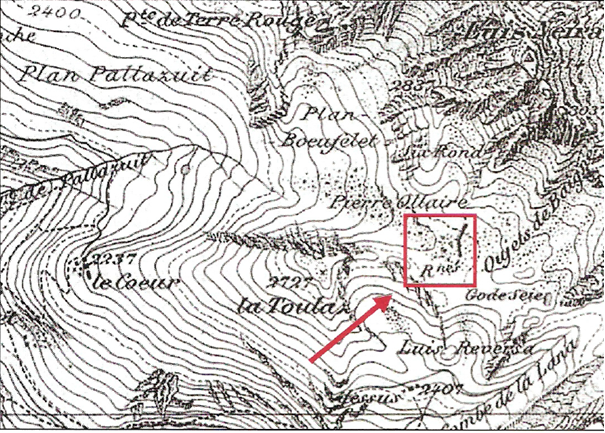
Siegfriedkarte Blatt TA529 1:50’000 Orsières von 1878: Die Fundstelle ist als «Rnes» (Ruinen) eingetragen.